# Friedrich Wilke (Politiker, 1906)
Friedrich Wilke (* 15. September 1906 in Hannover; † 8. Februar 1984 ebenda) war ein deutscher Politiker (DHP, DP). Er war von 1947 bis 1955 Abgeordneter im Landtag von Niedersachsen.
Wilke besuchte die Mittelschule in Hannover und machte danach eine kaufmännische Lehre. Nach mehreren Berufsjahren wechselte er zum Handwerk. Seit frühester Jugend war Wilke Mitglied der Deutsch-Hannoverschen Partei (DHP) und deren Jugendbewegung. Seit 1929 war er Redner der DHP. Als Mitglied der Deutschen Legion wurde er zwangsweise in die SA überführt und war Mitglied der oppositionellen Niedersächsischen Freiheitsbewegung. Von 1940 bis 1945 war er Soldat im Zweiten Weltkrieg. Nach der Entlassung aus der Kriegsgefangenschaft wurde Wilke Geschäftsführer der Bürsten- und Pinselmacher-Innung und des Landesinnungsverbandes.
Wilke war Mitbegründer der Niedersächsischen Landespartei (NLP), die später zur Deutschen Partei wurde. Von 1946 bis 1947 war er Mitglied des ernannten Niedersächsischen Landtages, wo er Vorsitzender des Wirtschaftsausschusses war. In der ersten und zweiten Wahlperiode war er danach bis 1955 Mitglied des Niedersächsischen Landtages, wo er von 1949 bis 1951 stellvertretender Vorsitzender der DP-Landtagsfraktion war. Für wenige Wochen war er im März und April 1951 sogar Vorsitzender der DP-Fraktion. In der ersten Wahlperiode war Wilke Vorsitzender des Wirtschaftsausschusses und in der zweiten Vizepräsident des Niedersächsischen Landtages.